# Les Quarante Jours du Musa Dagh
Les Quarante Jours du Musa Dagh est un roman de Franz Werfel paru en 1933.

## Sujet

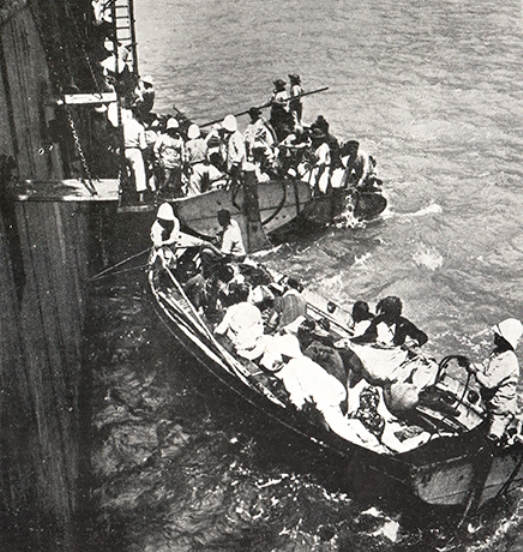
L'évacuation des Arméniens du Musa Dagh sur un navire de guerre français en septembre 1915.

Empire ottoman, 1915. Nord-ouest de la Syrie ottomane.
Juillet 1915, les premiers massacres de ce qui se révélera être un des premiers génocides du XXe siècle avaient commencé depuis deux mois sous les ordres du gouvernement Jeune-Turc. Mais dans une province de l'empire, cinq mille Arméniens, refusant d'être déportés, se réfugièrent dans le massif du Musa Dagh (Mont Moïse) afin de résister. Sur le point de succomber, après avoir tenu en échec l'armée ottomane, ils devront leur salut à la présence de la flotte française et tout particulièrement à un homme, le vice-amiral Dartige du Fournet qui, faisant le blocus des côtes syriennes, assurera sous sa propre responsabilité leur évacuation en septembre 1915.

## L'événement
Le 5 septembre, dans le cadre des missions de la 3e escadre, le croiseur Guichen aperçoit sur les hauteurs du djebel Moussa, un groupe d’hommes et leur pavillon blanc à croix rouge. Le capitaine de frégate Jean-Joseph Brisson envoie une baleinière qui établit le contact avec le chef arménien Pierre Dimlakian.
Les 6 et 7 septembre, le vice-amiral Louis Dartige du Fournet, qui commande la 3e escadre à bord de la Jeanne-d’Arc avec sous ses ordres le contre-amiral Gabriel Darrieus, prend la décision courageuse et audacieuse d’intervenir, sans réponse de l'état-major, en évacuant tous des Arméniens qui tiennent toujours le Musa Dagh mais sont à court de vivres et de munitions, mettant de facto sa carrière en jeu et risquant la destitution. L’amiral Dartige du Fournet tente de convaincre les autorités anglaises de les accueillir à Chypre, mais c’est Port-Saïd qui sera autorisé. Il rejoint ensuite la « funeste » zone des Dardanelles où il vient d’être nommé, laissant le commandement de la 3e escadre à l’amiral Darrieus. L’organisation du sauvetage de 4 082 Arméniens est alors confiée au capitaine de vaisseau Édouard Vergos (croiseur Desaix) qui commandera l’ensemble des opérations menées par les croiseurs Desaix (1901) et Guichen (1897) déjà sur place, ainsi que par le d’Estrées, l’amiral Charner et la Foudre demandés en renfort.

## Contexte de l’œuvre
Écrit pendant la montée du nazisme des années 1930, le roman de Werfel visait à établir un lien entre le génocide arménien et l'idéologie nazie. On peut donc aussi prendre en compte la portée anticipatrice de ce roman.
Les Quarante Jours du Musa Dagh a été interdit par Hitler et détruit dans plusieurs autodafés.

## Réception
L'ouvrage Les Quarante Jours du Musa Dagh a longtemps été considéré comme le meilleur roman sur l'Arménie dans l'ensemble de la littérature. Après la parution en 1989 du roman Le Conte de la pensée dernière, de l'écrivain juif allemand Edgar Hilsenrath, qui a lui aussi pour sujet le génocide arménien, le critique Alexander von Bormann écrit dans le Neue Zürcher Zeitung : « Je crois cependant que le roman d'Hilsenrath a une importance supérieure à celui de Werfel en ce qu'il est à la fois historique et poétique ».